# جین رندالف
جین رندالف (انگلیسی: Jane Randolph؛ ۳۰ اکتبر ۱۹۱۵ – ۴ مهٔ ۲۰۰۹) یک هنرپیشه اهل ایالات متحده آمریکا بود.
از فیلم‌ها یا برنامه‌های تلویزیونی که وی در آن نقش داشته است می‌توان به ابوت و کاستلو با فرانکنشتاین ملاقات می‌کنند و نفرین مردمان گربه‌ای اشاره کرد.